# Polyák Zsuzsa
Polyák Zsuzsa (Budapest, 1954. –) magyar színésznő.

## Életpályája
Tizennyolc éves korában vették fel a Színház- és Filmművészeti Főiskolára, ahol 1976-ban végzett Szinetár Miklós növendékeként. Ezután a győri Kisfaludy Színháznál töltött két évet, majd a Magyar Területi Színház vendégművészeként Csehszlovákiában dolgozott. 1978-tól a Miskolci Nemzeti Színházban játszott. 1981-től alapító tagja volt a nyíregyházi Móricz Zsigmond Színház állandó társulatának.

## Fontosabb színházi szerepei
- Molière: Úrhatnám polgár... Lucile
- Benjamin Jonson: A hallgatag hölgy... Mistress Chichery, a Nőegylet tagja
- Johann Wolfgang von Goethe: Clavigo... Sophie Guilbert, Beaumarchais másik húga
- Bertolt Brecht: A szecsuáni jólélek... Asszony
- Makszim Gorkij: Kispolgárok... Jelena
- Vlagyimir Vlagyimirovics Majakovszkij: Gőzfürdő... Foszforeszkáló nő
- Borisz Lvovics Vasziljev: A hajnalok itt csendesek... Vera
- Stanisław Ignacy Witkiewicz: Vízityúk... Vízityúk, Flake-Prawacka Erzsébet
- John Kander – Fred Ebb: Kabaré... Lili kisasszony
- Vörösmarty Mihály: Csongor és Tünde... Mirigy
- Bródy Sándor: A medikus... Kőris Piros
- Galgóczi Erzsébet: Kinek a törvénye... Zsóka, Máté lánya
- Ödön von Horváth: Férfiakat Szelistyének... A vörös
- L. Frank Baum: Óz, a nagy varázsló... Totó, kiskutya

## Filmek, tv
- Boldogtalan kalap (1981)
- Kabala (1982)